# Eso que tú me das

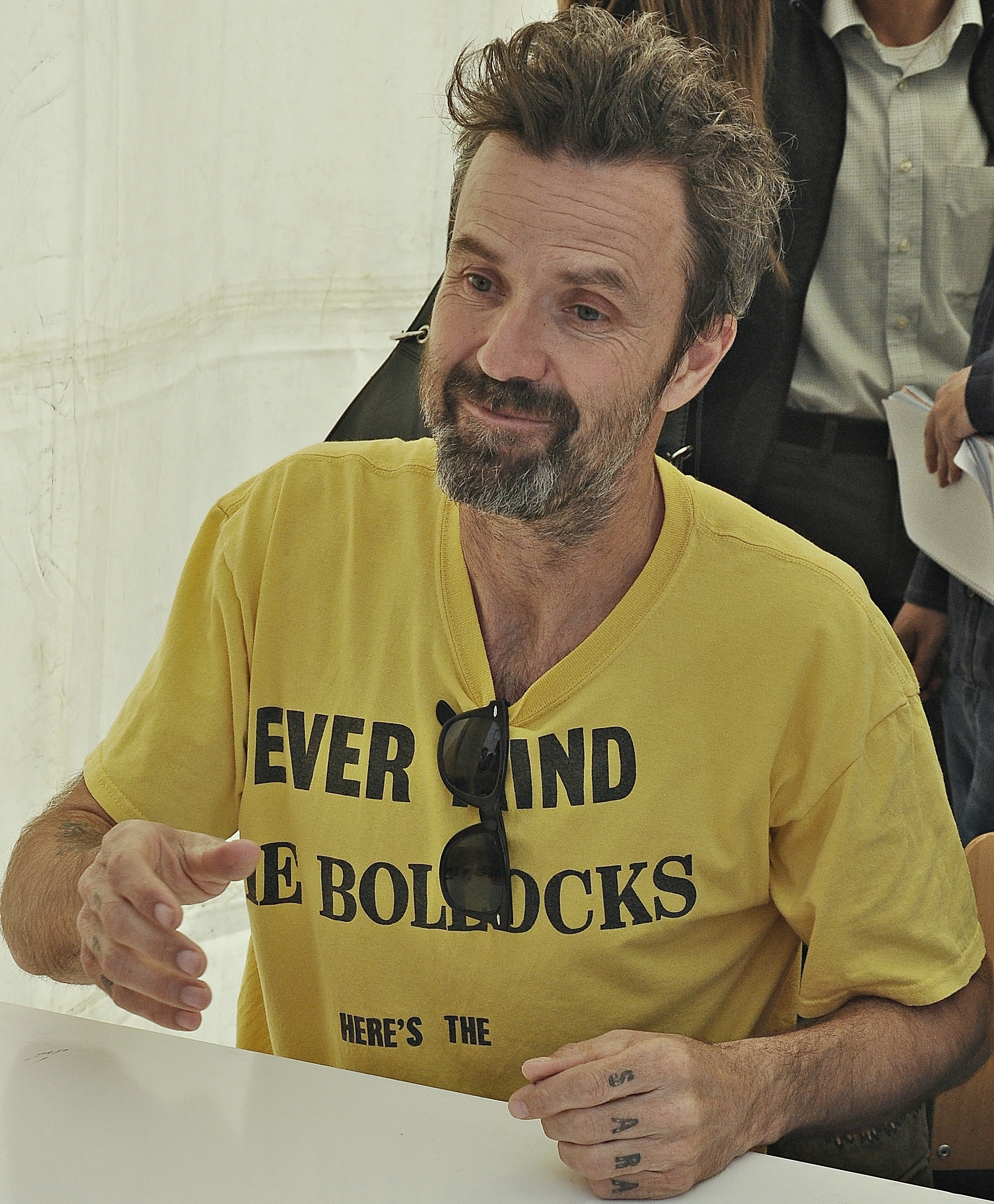
Pau Donés en 2017

«Eso que tú me das» es el último sencillo lanzado por la banda de rock Jarabe de Palo antes de la muerte de Pau Donés, perteneciente al noveno disco del grupo, Tragas o escupes.
Se convirtió en un éxito para el grupo al llegar al primer puesto en iTunes y mantenerse durante varias semanas en las posiciones más altas de las listas de música españolas. El videoclip de la canción llegó rápidamente al puesto número 1 de tendencias en YouTube España.

## Documental
El documental Eso que tú me das: última charla con Pau Donés, producido por Producciones del Barrio y distribuido por Warner Bros. Pictures España, registra la charla que Donés mantuvo con el periodista Jordi Évole tres semanas antes de fallecer.
Se estrenó en el Festival de Cine de Málaga de 2020. Posteriormente en más de un centenar de salas de cine, donde se convirtió en el documental más visto de la última década en España. Y, por último, se emitió en La Sexta.

## Vídeo musical
En el vídeo musical del sencillo aparecen diversos planos de la banda interpretando la canción en una fiesta, mientras que a su vez aparecen diversas personas bailando (entre ellas la hija del cantante), así como un grupo de mariachis tocando los violines que suenan en el último tramo de la propia canción.

## Letra
| Eso que tú me das |
| --- |
| Eso que tú me das Es mucho más de lo que pido Todo lo que me das Es lo que ahora necesito Eso que tú me das No creo lo tenga merecido Todo lo que me das Te estaré siempre agradecido Así que gracias por estar Por tu amistad y tu compañía Eres lo, lo mejor que me ha dado la vida Por todo lo que recibí Estar aquí vale la pena Gracias a ti seguí Remando contra la marea Con todo lo que recibí Ahora sé que no estoy solo Ahora te tengo a ti Amigo mío, mi tesoro Así que gracias por estar Por tu amistad y tu compañía Eres lo, lo mejor que me ha dado la vida Todo te lo voy a dar Por tu calidad, por tu alegría Me ayudaste a remontar A superarme día a día Todo te lo voy a dar Fuiste mi mejor medicina Todo te lo daré Sea lo que sea, lo que pidas Y eso que tú me das Es mucho más De lo que nunca te he pedido Todo lo que me das Es mucho más De lo que nunca he merecido Eso que tú me das |

## Créditos
- Voz y guitarra: Pau Donés
- Guitarra: David Muñoz
- Bajo: Jordi Vericat
- Teclados: Jaime Burgos
- Batería: Alex Tenas
- Saxofón: Jimmy Jenks Jiménez